# Microrégion de São Sebastião do Paraíso
 (février 2025).
Si vous disposez d'ouvrages ou d'articles de référence ou si vous connaissez des sites web de qualité traitant du thème abordé ici, merci de compléter l'article en donnant les références utiles à sa vérifiabilité et en les liant à la section « Notes et références ».
La microrégion de São Sebastião do Paraíso est l'une des dix microrégions qui subdivisent le Sud et Sud-Ouest du Minas, dans l'État du Minas Gerais au Brésil.
Elle comporte 14 municipalités qui regroupaient 276 761 habitants en 2006 pour une superficie totale de 5 145 km2.

## Municipalités[1]
- Arceburgo
- Cabo Verde
- Guaranésia
- Guaxupé
- Itamogi
- Jacuí
- Juruaia
- Monte Belo
- Monte Santo de Minas
- Muzambinho
- Nova Resende
- São Pedro da União
- São Sebastião do Paraíso
- São Tomás de Aquino